# Municipio de Elgin (condado de Lyon)
El municipio de Elgin (en inglés: Elgin Township) es un municipio ubicado en el condado de Lyon en el estado estadounidense de Iowa. En el año 2010 tenía una población de 634 habitantes y una densidad poblacional de 8,9 personas por km².

## Geografía
El municipio de Elgin se encuentra ubicado en las coordenadas 43°27′59″N 95°55′10″O / 43.46639, -95.91944. Según la Oficina del Censo de los Estados Unidos, el municipio tiene una superficie total de 71.21 km², de la cual 71,21 km² corresponden a tierra firme y (0 %) 0 km² es agua.

## Demografía
Según el censo de 2010, había 634 personas residiendo en el municipio de Elgin. La densidad de población era de 8,9 hab./km². De los 634 habitantes, el municipio de Elgin estaba compuesto por el 97,79 % blancos, el 0,95 % eran de otras razas y el 1,26 % eran de una mezcla de razas. Del total de la población el 1,26 % eran hispanos o latinos de cualquier raza.